# Little People, Big world
Little People, Big World is een Amerikaanse reality-televisieserie die op 4 maart 2006 in première ging en wordt uitgezonden op TLC, zowel in Nederland als in België. De serie volgt het leven van het zeskoppige Roloff-gezin op hun boerderij in de buurt van Portland, Oregon. Veel afleveringen richten zich op de ouders, Matt en Amy, en een van hun kinderen, Zach, die achondroplasie heeft.
Op 26 augustus 2010 kondigde TLC aan dat het zesde seizoen het laatste zou zijn voor de show. Desondanks werd de show nooit geannuleerd en blijft deze tot op de dag van vandaag op de buis.

## Achtergrond
In 2010 lichte Amy Roloff het ontstaan van de show toe:
"TLC kwam ongeveer vijf of zes jaar geleden naar ons toe, en plotseling beseften we dat we een geweldige kans kregen om mensen te informeren over dwerggroei. Toen ons werd aangeboden om een show over ons leven te maken, waren mijn man en ik van mening dat er nog nooit zoiets op tv was geweest. Er was nog nooit op een alledaagse manier aandacht besteed aan dwerggroei. En zie, een paar afleveringen werden uiteindelijk zes seizoenen. En hier zijn we."

## Thema
De show volgt het dagelijkse leven van het Roloff-gezin – ouders Matthew en Amy, en hun vier kinderen: Zach, Jeremy, Molly en Jacob. Matt skeletdysplasie, Amy en Zach hebben achondroplasie, terwijl Jeremy, Molly en Jacob gemiddelde lengte hebben. Zach en Jeremy zijn twee-eiige tweelingen; hoewel Jeremy van gemiddelde lengte is, is zijn broer Zach een klein persoon (132 cm).
Het gezin woont op de Roloff Farms, gelegen ten noorden van Hillsboro in Helvetia, Oregon, een voorstad van Portland.